# Paul Lob
Paul Lob (né le 13 juillet 1893 à La Tour-de-Peilz, mort le 22 février 1965 à Montreux) est un joueur professionnel suisse de hockey sur glace.

## Carrière
Paul Lob fait toute sa carrière au Genève-Servette Hockey Club.
Il est le capitaine de l'équipe de Suisse aux Jeux olympiques de 1920 à Anvers. Il participe aux matchs au quart de finale contre les États-Unis puis contre la Suède lors de la troisième phase pour la médaille de bronze. Il prend sa retraite ensuite.
Lob est un militaire de carrière qui atteint le grade de capitaine pendant la Seconde Guerre mondiale. Après la guerre, il travaille comme moniteur d'auto-école à Montreux. Lob est un skieur passionné et membre du Ski-Club d’Aigle.